# Sabínovo
Sabínovo (en rus: Сабиново) és un poble de l'óblast d'Ivànovo, a Rússia, que en el cens del 2010 tenia 349 habitants.